# Ричфілд (округ Адамс, Вісконсин)
Ричфілд (англ. Richfield) — місто (англ. town) в США, в окрузі Адамс штату Вісконсин. Населення — 138 осіб (2020). В межах міста також розташовується місто-привид "Пайлот Кноб". 

## Демографія
Згідно з переписом 2010 року, у місті мешкало 158 осіб у 78 домогосподарствах у складі 46 родин. Було 146 помешкань
Расовий склад населення:
| - 95,6 % — білих - 1,3 % — вихідців з тихоокеанських островів - 3,2 % — осіб інших рас |

До двох чи більше рас належало 0,0 %. Частка іспаномовних становила 5,7 % від усіх жителів.
За віковим діапазоном населення розподілялося таким чином: 14,6 % — особи молодші 18 років, 56,3 % — особи у віці 18—64 років, 29,1 % — особи у віці 65 років та старші. Медіана віку мешканця становила 54,5 року. На 100 осіб жіночої статі у місті припадало 113,5 чоловіків;  на 100 жінок у віці від 18 років та старших — 117,7 чоловіків також старших 18 років.
Середній дохід на одне домашнє господарство  становив 81 288 доларів США (медіана — 37 188), а середній дохід на одну сім'ю — 101 891 долар (медіана — 44 500). За межею бідності перебувало 18,5 % осіб, у тому числі 35,7 % дітей у віці до 18 років та 14,0 % осіб у віці 65 років та старших.
Цивільне працевлаштоване населення становило 46 осіб. Основні галузі зайнятості: сільське господарство, лісництво, риболовля — 30,4 %, публічна адміністрація — 21,7 %, транспорт — 10,9 %, освіта, охорона здоров'я та соціальна допомога — 10,9 %.